# Titularbistum Abaradira
Das Bistum Abaradira (italienisch diocesi di Abaradira, lateinisch Dioecesis Abaradirensis) ist ein Titularbistum der römisch-katholischen Kirche.
Es geht zurück auf einen untergegangenen Bischofssitz in der gleichnamigen antiken Stadt Abaradira.
| Titularbischöfe von Abaradira |                          |                                                                          |                   |                  |
| Nr.                           | Name                     | Amt                                                                      | von               | bis              |
| 1                             | Joseph Fady MAfr         | Apostolischer Vikar von Likuni (Föderation von Rhodesien und Njassaland) | 12. Juli 1951     | 25. April 1959   |
| 2                             | Joseph James Byrne CSSp  | emeritierter Bischof von Moshi (Tanganjika)                              | 15. Mai 1959      | 20. Oktober 1961 |
| 3                             | Jan Wosiński             | Weihbischof in Płock (Volksrepublik Polen)                               | 20. November 1961 | 19. Juli 1996    |
| 4                             | Fernando Torres Durán    | Weihbischof in Panama (Panama)                                           | 29. November 1996 | 2. Juli 1999     |
| 5                             | José Ángel Rovai         | Weihbischof in Córdoba (Argentinien)                                     | 13. August 1999   | 3. Oktober 2006  |
| 6                             | Matthias Kobena Nketsiah | Weihbischof in Cape Coast (Ghana)                                        | 24. November 2006 | 31. Mai 2010     |
| 7                             | Marko Semren OFM         | Weihbischof in Banja Luka (Bosnien-Herzegowina)                          | 15. Juli 2010     |                  |